# Friesen
Friesen település Franciaországban, Haut-Rhin megyében. Lakosainak száma 667 fő (2022. január 1.). Friesen Hindlingen, Largitzen, Ueberstrass és Lepuix-Neuf községekkel határos.

## Népesség
A település népességének változása:
| Lakosok száma | 624  | 634  | 655  | 644  | 647  | 650  | 656  | 663  | 667  |
|               | 2013 | 2015 | 2016 | 2017 | 2018 | 2019 | 2020 | 2021 | 2022 |